# Bathyraja smithii
Bathyraja smithii е вид хрущялна риба от семейство Arhynchobatidae.

## Разпространение и местообитание
Видът е разпространен в Намибия и Южна Африка.
Среща се на дълбочина от 440 до 1020 m, при температура на водата от 3,3 до 12,9 °C и соленост 34,3 – 35,1 ‰.

## Описание
На дължина достигат до 1,2 m.